# 당재상
당재상(중국어: 唐才常, 병음: Táng Cáicháng; 1867년 – 1900년 8월 22일)은 청나라 말기의 혁명가이자 정치 운동가였다. 그와 동료 개혁가인 담사동은 류양시 출신이었다. 탕차이상은 캉유웨이에 의해 한커우에서 봉기를 이끌도록 선택되었으나, 1900년 8월 21일 봉기가 시작되기도 전에 그와 30명의 다른 사람들이 청나라 군대에 체포되었다. 당시 호광총독이던 장지동의 명령에 따라, 그는 다음날 우창에서 참수되었다. 그는 중국인들에게 혁명의 순교자로 여겨진다.
탕차이상은 당시 중국에서 사회진화론에 뿌리를 둔 인종 개념의 주요 지지자 중 한 명이었다. 그는 인류가 황색, 백색, 적색, 흑색의 네 가지 주요 인종으로 나뉜다고 주장했다. 탕차이상의 견해에 따르면, 황색 인종과 백색 인종은 적색 인종과 흑색 인종보다 본질적으로 우월했으며, 우월한 인종과의 이종교배는 인종을 개량하는 방법(중국어: 進種, 병음: jinzhong)이었다. 탕차이상은 또한 인류의 기원이 구체적으로 중국에서 추적될 수 있다고 말했다.

## 같이 보기
- 담사동
- 캉유웨이
- 쑨원
- 무술변법
- 우창 봉기

### 추가 자료
- Hürter, Jens (2002). 《Tang Caichang (1867-1900)》 (독일어). LIT Verlag Münster. ISBN 978-3-8258-5857-5.